# 尼瓦爾伊斯蘭教
尼瓦爾伊斯蘭教，是尼泊爾尼瓦爾人一種文化類型。

## 歷史
伊斯蘭教傳到加德滿都大概是十四世紀，尼瓦爾曆470年，當時孟加拉蘇丹國蘇丹沙姆斯烏德丁·伊里亞斯·沙阿襲擊尼泊爾曼荼羅（加德滿都谷地），摧毁帕坦，在巴克塔普爾縱火，把帕舒帕蒂纳特庙一搶而空和破壞斯瓦扬布纳特，在這個過程中，穆斯林進入了尼瓦爾人村莊。
最後馬拉王朝國王賜一小塊土地給他們生活，由於尼瓦爾人時常和他們接觸，一些人接受了伊斯蘭教，成為尼瓦爾人文化中有一特殊類型。